# Stanley C. Williams
Stanley C. Williams est un arachnologiste américain. 
Il travaille à l'Université d'État de San Francisco.
C'est un spécialiste des scorpions néarctiques.

## Taxons nommés en son honneur
- Pseudouroctonus williamsi (Gertsch & Soleglad, 1972)
- Paruroctonus williamsi Sissom & Francke, 1981
- Diplocentrus williamsi Sissom & Wheeler, 1995
- Syntropis williamsi Soleglad, Lowe & Fet, 2007

## Quelques Taxons décrits
- Franckeus minckleyi (Williams, 1968)
- Franckeus peninsularis (Williams, 1980)
- Hadrurus obscurus Williams, 1970
- Hoffmannius coahuilae (Williams, 1968)
- Hoffmannius diazi (Williams, 1970)
- Hoffmannius galbus (Williams, 1970)
- Hoffmannius gravicaudus (Williams, 1970)
- Hoffmannius hoffmanni (Williams, 1970)
- Hoffmannius viscainensis (Williams, 1970)
- Hoffmannius vittatus (Williams, 1970)
- Hoffmannius waeringi (Williams, 1970)
- Kochius bruneus (Williams, 1970)
- Kochius cazieri (Williams, 1968)
- Kochius insularis (Williams, 1970)
- Kochius magdalensis (Williams, 1971)
- Kochius russelli (Williams, 1971)
- Kochius sonorae (Williams, 1971)
- Paravaejovis Williams, 1980
- Paravaejovis pumilis (Williams, 1970)
- Paruroctonus arnaudi Williams, 1972
- Paruroctonus baergi (Williams & Hadley, 1967)
- Paruroctonus bajae Williams, 1972
- Paruroctonus borregoensis Williams, 1972
- Paruroctonus maritimus Williams, 1987
- Paruroctonus pseudopumilis (Williams, 1970)
- Paruroctonus shulovi (Williams, 1970)
- Paruroctonus utahensis (Williams, 1968)
- Paruroctonus ventosus Williams, 1972
- Serradigitus adcocki (Williams, 1980)
- Serradigitus armadentis (Williams, 1980)
- Serradigitus bechteli (Williams, 1980)
- Serradigitus dwyeri (Williams, 1980)
- Serradigitus gertschi (Williams, 1968)
- Serradigitus gigantaensis (Williams, 1980)
- Serradigitus gramenestris (Williams, 1970)
- Serradigitus haradoni (Williams, 1980)
- Serradigitus hearnei (Williams, 1980)
- Serradigitus littoralis (Williams, 1980)
- Serradigitus minutis (Williams, 1970)
- Serradigitus pacificus (Williams, 1980)
- Serradigitus torridus Williams & Berke, 1986
- Smeringurus grandis (Williams, 1970)
- Stahnkeus harbisoni (Williams, 1970)
- Stahnkeus deserticola (Williams, 1970)
- Uroctonites William & Savary, 1991
- Uroctonites giulianii William & Savary, 1991
- Vaejovis chamelaensis Williams, 1986
- Vaejovis janssi Williams, 1980
- Vaejovis pattersoni Williams, 1980
- Vejovoidus longiunguis (Williams, 1969)